# أيروبويرتو (محطة مترو أنفاق مدريد)
أيروبويرتو ت4 (بالإسبانية: Aeropuerto T4)‏ هي محطة مترو أنفاق في مدريد في إسبانيا، تقع على الخط رقم 8.